# شاين أومارا
شاين أومارا (بالإنجليزية: Shane Francis Seamus O'Mara)‏ هو مجدف أمريكي، ولد في 18 ديسمبر 1982 في بوفالو في الولايات المتحدة.

## وصلات خارجية
- شاين أومارا على موقع الاتحاد الدولي للتجديف (الإنجليزية)